# Kuznetsov NK-12
Il Kuznetsov NK-12 è un motore turboelica sovietico progettato negli anni cinquanta dall'ufficio tecnico affidato a Nikolaj Dmitrievič Kuznecov (Николай Дмитриевич Кузнецов). Il motore a turbina trascina una doppia elica controrotante quadripala del diametro di 5,6 m e del peso di 1 155 kg nella versione NK-12MV, oppure del diametro di 6,2 m nella versione NK-12MA.
Il Kuznetsov NK-12 venne sviluppato assieme a progettisti tedeschi deportati che offrirono le loro esperienze con il turboelica Junkers Jumo 022 TreibWerke TW12 e Jumo 222, derivati dal Junkers Jumo 012, ideato durante la guerra. L'evoluzione portò al TV-2 e TV-12 TurboVintovy , poi secondo le nuove normative denominato NK-12M dalle iniziali del progettista capo, da 12 000 hp, il quale richiedeva un uso massiccio delle nuove leghe appena sviluppate dai sovietici, completato nel 1951.
L'NK-12M venne successivamente migliorato prima con la versione NK-12MW da 14 795 hp (11 033 kW), successivamente con la NK-12MA da 15 000 hp. Con queste prestazioni l'NK-12 è, con un buon margine, il più potente turboelica mai costruito.

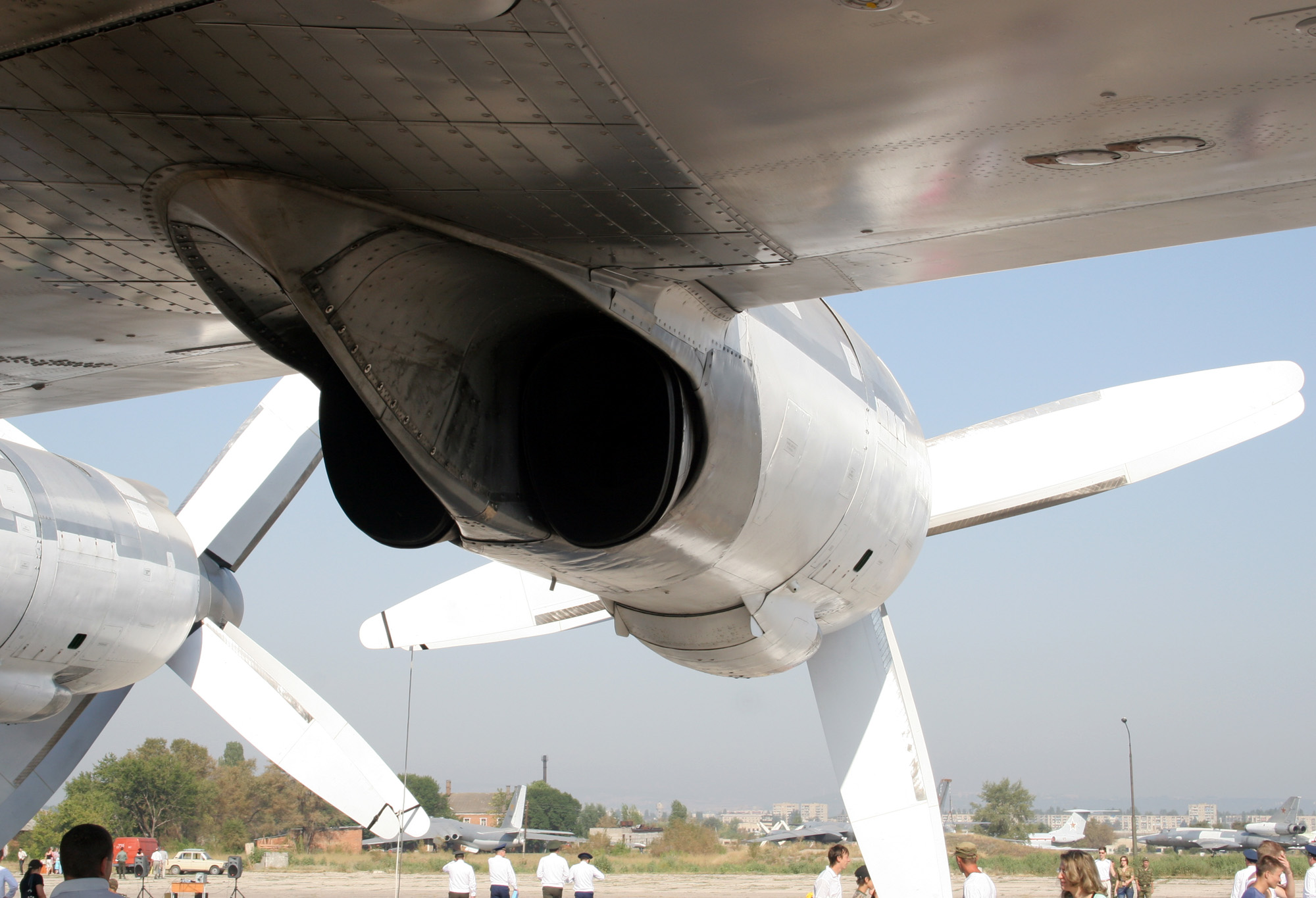
Vista posteriore di un Kuznetsov NK-12 montato sull'ala di un Tupolev Tu-95.

L'elica controrotante è mossa da una turbina, che trascina un compressore assiale a 14 stadi. Il compressore sviluppa un rapporto di compressione tra 9 e 13 a seconda della quota di volo. La portata d'aria, circa 65 kg/s, è controllata da un sistema di valvole di spillamento e di prese d'aria a geometria variabile. La camera di combustione è di tipo tubolare-anulare; ogni tubo di fiamma ha montato al suo interno un iniettore di combustibile ed è a sua volta contenuto, insieme agli altri tubi di fiamma, in un involucro anulare che costituisce la regione secondaria della camera di combustione. Le eliche ed il compressore sono mossi da una turbina assiale a cinque stadi.

## Aerodine utilizzatrici
- Alekseev A-90 Orlyonok (ekranoplano)
- Antonov An-22
- Tupolev Tu-95
- Tupolev Tu-114
- Tupolev Tu-126
- Tupolev Tu-142